# Liste der Seligen und Heiligen
Die Liste der Seligen und Heiligen ist eine alphabetische Übersicht der Heiligen und Seligen verschiedener Konfessionen des Christentums.
Im Jahr 2004 wurde von der römisch-katholischen Kirche das Martyrologium Romanum aktualisiert, in dem 6650 Heilige und Selige verzeichnet sind sowie 7400 Märtyrer. Die genaue Anzahl aller Heiligen und Seligen ist unbekannt. Das Procedere zu einem formellen Heiligsprechungsverfahren bildete sich etwa ab dem frühen Mittelalter allmählich heraus. Als erster durch eine formelle Kanonisierung bestätigter Heiliger gilt Ulrich von Augsburg.
Einen Sonderfall stellt die Spalte für die evangelischen Kirchen dar: Diese lehnen eine formelle Selig- oder Heiligsprechung ab. Die Confessio Augustana empfiehlt in Artikel 21 aber ausdrücklich das Gedenken an Heilige, allerdings ausschließlich als Vorbilder im Glauben, während die Anrufung von Heiligen abgelehnt wird. Vor diesem Hintergrund gibt es auch Namen- und Heiligenkalender evangelischer Kirchen. Daher sind in der entsprechenden Spalte auch Personen aus solchen Kalendern aufgeführt, beispielsweise aus dem Evangelischen Namenkalender der EKD oder den Heiligenkalendern der ELCA und der LCMS.
Zielsetzung ist ein vollständiges Auflisten, die Liste bleibt damit ergänzungsbedürftig. Aufgrund ihres Umfangs wurde sie nach Anfangsbuchstaben aufgeteilt. 